# Paolo Barelli
Paolo Barelli (ur. 7 czerwca 1954 w Rzymie) – włoski pływak, działacz sportowy i polityk, prezes Europejskiej Federacji Pływackiej, parlamentarzysta.

## Życiorys
W młodości trenował pływanie, specjalizując się w stylu motylkowym i dowolnym. Był wielokrotnym złotym medalistą mistrzostw krajowych, ponad dwadzieścia razy poprawiał rekordy Włoch w konkurencjach pływackich. W 1975 na mistrzostwach świata wywalczył brązowy medal w sztafecie 4 × 100 m stylem dowolnym. Dwukrotnie wystartował na letnich igrzyskach olimpijskich – w Monachium w 1972 w sztafecie 4 × 100 m stylem dowolnym, w Montrealu w 1976 na 100 m stylem motylkowym, a także w sztafetach 4 × 200 m stylem dowolnym (8. miejsce) i 4 × 100 m stylem zmiennym (7. miejsce). Na Igrzyskach Śródziemnomorskich w 1975 wywalczył złoty medal na 100 m stylem motylkowym.
Studiował zarządzanie przedsiębiorstwem na uniwersytetach amerykańskich. Po zakończeniu kariery sportowej zajął się pracą w biznesie. Został też działaczem sportowym, pełnił różne funkcje w ramach włoskiej federacji pływackiej (Federazione Italiana Nuoto), a w 2000 objął funkcję prezesa tej organizacji. Był sekretarzem Światowej Federacji Pływackiej. Zasiadał także we władzach włoskiego komitetu olimpijskiego CONI. W latach 2012–2022 był prezesem Europejskiej Federacji Pływackiej.
Zaangażował się również w działalność polityczną. W latach 2001–2013 z listy Forza Italia i Ludu Wolności był członkiem Senatu XIV, XV i XVI kadencji. Do włoskiego parlamentu powrócił w 2018 z ramienia reaktywowanej partii FI, uzyskując wówczas mandat posła do Izby Deputowanych XVIII kadencji (reelekcja na XIX kadencję w 2022).